# شنونده
کسی یا موجودی که صدای ایجاد شده توسط اشخاص یا محیط را توسط حس شنیداری احساس میکند یا می شنود.

## انواع شنونده
انسان ، موجودات زنده یا هر موجودی که دارای حس شنیداری است.

## تفاوت شنونده ها
هر شنونده ای میتواند میزان صدایی را تشخیص بدهد که به سه دسته کلی ذیل تقسیم میشوند:
- فراصوت
- فروصوت
- زبرصوت